# 김승룡
김승룡(1967년 ~ )은 대한민국의 공무원이다.
1967년 서울에서 태어나 고려대학교 국어국문학과 및 동 대학원을 졸업했다. 저서로 ≪한국 한문학 연구의 새 지평≫(공저, 2005), ≪새 민족문학사 강좌 1≫(공저, 2009), ≪고전의 반역 3≫(공저, 2010), ≪옛글에서 다시 찾은 사람의 향기≫(2012), ≪고전의 힘≫(공저, 2013)이 있고, 역서로 ≪18세기 조선인물지: 幷世才彦錄≫(공역, 1997), ≪송도인물지: 崧陽耆舊傳≫(2000), ≪악기집석≫(2003), ≪우붕잡억≫(공역, 2004), ≪유미유동≫(공역, 2005), ≪매천야록≫(공역, 2005), ≪삼명시화≫(공역, 2006), ≪점필재집≫(공역, 2010), ≪고전번역담론의 체계≫(공역, 2013) 등이 있다. ≪악기집석≫으로 제5회 가담학술상(2003)을 수상했고, 북경대학교 초빙교수를 두 차례 지냈다(1997, 2008). 현재 부산대학교 한문학과 교수로 있다.